# Anne-Madeleine de Lobkowicz
Anne-Madeleine de Lobkowicz (en allemand Anna Magdalene von Lobkowicz) est née à Bílina (République tchèque) le 20 juillet 1609 et meurt à Prague le 7 septembre 1668. Elle est une noble tchèque, fille du baron Guillaume de Lobkowicz (1583-1647) et de Benigna de Lobkowicz (1594-1653). 

## Mariage et descendance
Le 18 août 1632 elle se marie à Vienne avec Jules-Henri de Saxe-Lauenbourg (1586-1665), fils du duc François II de Saxe-Lauenbourg (1547-1619) et de sa deuxième femme la princesse Marie de Brunswick-Lunebourg (1566-1626). Elle est la troisième épouse de Jules-Henri de Saxe-Lauenbourg qui épouse Anne de Frise orientale (1562–1621) puis Élisabeth-Sophie de Brandenbourg (1589–1629). De ce mariage naissent:
- Jules-Henri (1633–1634)
- Françoise, née et morte en 1634.
- Maria Benigna (1635–1701), mariée avec Octavi Piccolomini.
- François-Guillaume, né et mort en 1639.
- Françoise-Élisabeth, née et mort en 1640.
- Jules-François de Saxe-Lauenbourg (1641–1689), marié avec Hedwige de Palatinat-Soulzbach (1650-1681).